# 大千世界 (香港電影)
《大千世界》，1975年香港上映的國語古裝娛樂片，嘉禾電影公司出品，並由丁善璽編導，黃霑、狄波拉、潘冰嫦等主演。
電影共上映十日，首輪票房達六十四萬港元，在1975年度香港上映的中國電影票房榜中排行第三十二位。

## 背景
副導演梁良曾撰文憶述，1970年代初國語片風行香港，已是台灣名導演的丁善璽獲嘉禾電影邀請拍攝本片，並花了不到廿天就殺青。據香港電影資料館編撰的《香港影片大全》，本片取材自俄國劇作家果戈里的《欽差大臣》。
女角潘冰嫦曾說黃霑一次訪問丁善璽，過程中被發現其演藝才華，便獲邀主演本片，也是其處女作。
這也是選美出身的狄波拉加入嘉禾電影後的處女作。

## 劇情
清末洋務運動期間，英國礦商和四十二礦鄉民興起訴訟，金城縣長同時收取雙方的賄賂，賺了一大筆錢。
縣長離任在即，正愁著如何打發虎視耽耽的手下，忽然想起公堂上有三個似乎身份不凡的觀眾，便著僕人德順去招待所偵查，發現其行李箱有欽差的黃馬褂，再探聽得知他們去了風月樓。縣長惟恐欽差是來調查其貪贓枉法之事，便托號稱「黃花大閨女」的妓女金蘭花向其行賄。對方叫縣長把銀子裝在廿個罈子裡，放在招待所門前；各懷鬼胎的縣長夫人、縣長手下、金蘭花三方暗暗用裝著其他東西的罈子調了三次包，結果被縣長早著先機，裝著銀子的罈子原來放在招待所後門。欽差走後留下黃馬褂，眾人細看發現是戲服，方知上當。
及後公堂上又出現三個疑似扮成古董商的欽差。為免再上當，縣長再派愛好古董的吳文案調查清楚，結果吳文案偷了三人房間內價值連城的秦爵。對方即向縣長問責，威脥要以尚方寶劍先斬後奏。縣長無奈與手下湊出十三萬賠償。潛逃的吳文案在路上遇見一雜貨小販，發現秦爵是贗品，憤而回衙門上吊自盡。縣長及其手下又發現三人遺下的尚方寶劍是假的，始知再度受騙，縣長夫人決定跟縣官分割家產出走。
訴訟尚未結案，一日忽然有三名鄉民壯士到衙門打鬧生事，被縣長關進牢裡。縣長從知府派下來的銀務官口中得知他們居然是欽差，嚇得在欽差面前行自己杖刑，又托知府向縣長夫人討回銀子賄賂欽差，換回一命。
縣長遭抄家流落街頭，遇著金蘭花送行，心懷感激，酒後吐真言，原來一切都是他設下的暪天過海之計，三次假扮欽差的都是其親戚。金蘭花趁縣長醉倒，趕去把那幾個親戚騙走，自己則騎著運銀子的馬車逃了。之前扮成雜貨小販的真欽差駕臨，帶著金蘭花遺下的眾多兒子，真相大白，縣長受激昏倒。此時金蘭花騎的馬車誤被開礦炸藥擊中，銀子飛散進金城縣，另一邊縣長正坐著囚車被押走。

## 角色
| 演員               | 角色                 |
| 黃霑               | 金城縣長             |
| 狄波拉             | 妓女金蘭花           |
| 潘冰嫦             | 縣長夫人             |
| 石天               | 德順                 |
| 楊群、田仁、李浩   | 假欽差               |
| 柯俊雄、王憾塵     | 富商（假欽差）       |
| 王羽、田俊、洪金寶 | 鄉民壯士（假欽差）   |
| 郝履仁             | 扮成雜貨小販的真欽差 |
| 王琛               | 王師爺               |
| 吳家驤             | 吳文案               |
| 姜南               | 姜會計               |
| 馮毅               | 馮捕頭               |
| 苗天               | 營務官               |
| 魏平澳             | 林繙譯               |
| 歐陽莎菲           | 翠姨娘               |
| 江可欣             | 小紅                 |

## 評價
香港工商日報欄目作者卲善稱之為「妙趣橫生的上佳娛樂性影片」，讚揚黃霑的演技和「大醇小疵」的騙術橋段。

## 外部連結
- 互联网电影数据库（IMDb）上《大千世界》的资料（英文）
- 香港康文署電影資料館網上目錄（页面存档备份，存于）